# Izu (Shizuoka)
Izu (Japans: 伊豆市, Izu-shi) is een stad in de prefectuur Shizuoka in Japan.

## Demografie
Op 1 februari 2009 had de stad 35.397 inwoners en een bevolkingsdichtheid van 97,3 inwoners per km². De totale oppervlakte van deze stad is 363,97 km².
De moderne stad werd gesticht op 1 april 2004 door het samenvoegen van de dorpen Amagiyugashima, Toi, Nakaizu en Shuzenji.
Bij de stad is het nationale Japans wielercentrum gevestigd met sportaccommodatie waaronder de Izu Velodrome en attractiepark in fietsthema. Op dit velodrome werden in augustus 2021 de onderdelen van het baanwielrennen tijdens de Olympische Zomerspelen 2020 verreden.

## Zustersteden
- - Nelson, Brits-Columbia, Canada
- - Hope, Brits-Columbia, Canada
- - Minamiminowa, Nagano, Japan